# 巴拿马华人
巴拿马华人是指具有中国血统的巴拿马公民和居民。

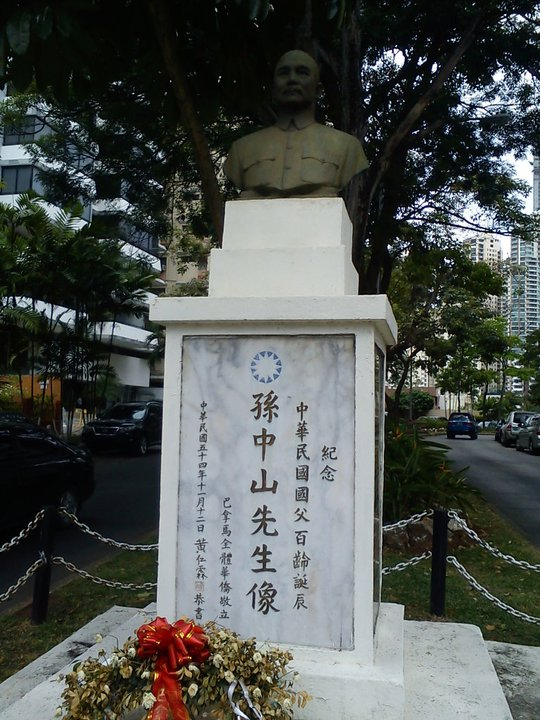
巴拿马城的孙中山纪念碑

巴拿马华人群体在19世纪后半叶开始形成。第一批华人劳工群体共计705人在1854年3月30日乘坐“海巫号”取道加拿大与牙买加而抵达这个国家，来为巴拿马铁路工作。到了20世纪早期，他们也已经在其他的经济区域扮演了重要的角色；他们有超过600家零售店，并且据说整个国家都依赖于他们店铺的供应。这个群体遭遇了各种各样的挑战，包括一部1903年的法律宣称他们为“讨厌的公民”，1913年的人头税，1928年的法律要求他们递交特别请愿书才能成为巴拿马公民，还有他们的国民身份在1941年阿尔努尔福·阿里亚斯公布的宪法中被废止。阿里亚斯执政期间，华人遭受到歧视，不能拥有任何产业。在那段时期，许多华人不得不改名换姓与逃亡乡间。不过，在1946年的新宪法中，他们的公民身份被恢复——这部宪法宣布所有在巴拿马出生的人为公民。在20世纪60与70年代期间，华人移民缓慢，但是在中国大陸改革開放期间，随着邓小平政府开始放松移民出境限制，移民又重新开始了。以前的唐人街，比如萨尔西普埃德斯（Salsipuedes）的唐人街，对于新近的华人群体来说，已变得不再那么重要。尽管它们在20世纪50与60年代被描述为“热闹场所”，然而大型百货公司的开设还是减少了那些华人零售店的重要性，并且随着岁月流逝，许多人关闭了它们的商店；一些销售华人产品的零售店仍然位于这个区域，其员工由新近的移民们担任。在马努埃尔·安东尼奥·诺列加的独裁统治期间，许多华人移居到了临近的哥伦比亚与美国（华人与西班牙人族群居住的地方）。
根据2003年的数据，巴拿马华人的人数估计在135000到200000之间。他们是中美洲最大的华人群体。他们被三十五个独立的民族代表组织所服务。他们的数量包括80000名来自中国大陆的新移民，以及来自臺湾的300人；99%的人有着说粤语者的血统，而说官话和客家话的人则代表着那些新到来的人。在1989年天安门广场抗议事件之后，许多中国大陆人凭着临时签证与短期居住许可取道香港而逃到了巴拿马。这次涌入的人的数量估计在9000人到35000人之间。最近一波的移民受教育程度比之前抵达的那些人的还要低，并且他们的存在已经在国内造成了与华人群体的紧张局势。外部因素也造成了紧张局势的加剧：中华人民共和国政府与台湾的中华民国政府竞争对当地华人群体的影响，希望从巴拿马政府得到正式的外交认可。双方都为学校建筑和别的社区场所提供了资金，并捐献了价值数百万美元的汉语教科书。
2014年8月7日，巴拿马首都市长何塞·布兰顿代表执政的“巴拿马人党”对华人在70年前的阿里亚斯时期所遭受的歧视公开道歉。

## 华人日
华人为巴拿马的铁路建造、运河开凿的后勤支援，以及巴拿马的独立战争等做出了贡献与牺牲。2004年，为了纪念和颂扬华人在150年的时间内对巴拿马做出的巨大贡献，巴拿马国会通过了政府的一项特别提案，将每年的3月30日定为了“华人日”。

## 著名人士
- 陈用彩（Bruce Kastulo Chen）：堪萨斯城皇家队棒球投手。[12]
- 苏世玲（Shey Ling Him Gordon）：2007年度世界小姐比赛巴拿马代表。[13][14]
- 谭坚（Juan Tam）：积极分子、历史学家、作家。《华安：东方人大墓地（Wah-On: La Necropolis Oriental）》与《华人在巴拿马的脚印（Huellas Chinas en Panama）》的作者。[15][6]
- 豪尔赫·陈（Jorge Gabriel Cham）：网络连环漫画《被堆得更高和更深（Piled Higher and Deeper，又译“PhD漫画”及“博学无术”）》创作者。[16]
- 西格丽德·努涅斯（Sigrid Nunez）：作家（父亲是巴拿马华人，母亲是德国人）。[17]
- 卡洛斯·李（Carlos Noriel Lee）：具有部分华人血统的美国职棒大联盟外场手。
- Marelissa Him（Marelissa Him Betancourt）：模特，具有部分华人血统，来自其父亲身上。
- 罗韦尔托·陈（Roberto Leandro Chen Rodríguez）：足球运动员，现效力于马拉加足球俱乐部。
- 卡洛斯·弗朗西斯科·张马林，作家

## 扩展阅读
- Siu, Lok, , Stanford University Press, 2005, ISBN 0-8047-5302-4
Lok Siu, , 斯坦福大学出版社, 2005年, ISBN 0-8047-5302-4
- Tam, Juan, , Panama: Unico Impresores, 2006, ISBN 9962-02-444-7
谭坚, , 巴拿马: 独一印刷公司, 2006年, ISBN 9962-02-444-7
- 谭坚, , 台北市: 秀威资讯科技股份有限公司, 2004年, ISBN 986-7614-45-3
- Tam, Juan, , Panama: Unico Impresores, 2003, ISBN 9962-02-435-8
谭坚, , 巴拿马: 独一印刷公司, 2003年, ISBN 9962-02-435-8
- 中华人民共和国国务院侨务办公室. 《走近巴拿马华人（上）》. 出自: 侨务工作研究. （中文）
- 中华人民共和国国务院侨务办公室. 《走近巴拿马华人（中）》. 出自: 侨务工作研究. （中文）
- 中华人民共和国国务院侨务办公室. 《走近巴拿马华人（下）》. 出自: 侨务工作研究. （中文）
- 中国新闻网. 《三个坟场，三段巴拿马历史》（页面存档备份，存于）. 2014年7月30日. （中文）